# Josef Graw (Politiker)
Josef Graw, auch Joseph (* 29. März 1854 in Siegfriedswalde, Ostpreußen; † 16. Juni 1929 in Ganglau) war ein deutscher Politiker (Zentrum).

## Leben
Graw besuchte die Volksschule von 1861 bis 1869 und arbeitete anschließend in der Landwirtschaft. Er lebte in Wormditt und war seit 1889 im landwirtschaftlichen Genossenschaftswesen tätig, zuletzt als Verbandsdirektor. Als Landesökonomierat war er Mitglied des Ausschusses der preußischen Zentralgenossenschaftskasse und des Aufsichtsrates der Ostpreußischen Landgesellschaft. Ab 1900 war er als Landwirt tätig und pachtete das bischöfliche Gut Schmolainen.
Graw, der sich der Zentrumspartei angeschlossen hatte, war von 1894 bis 1918 Mitglied des Preußischen Abgeordnetenhauses. 1921 wurde er in den Preußischen Landtag gewählt, dem er bis zu seinem Tode im Jahre 1929 angehörte.